# SOGIN
SOGIN (Società Gestione Impianti Nucleari) is een Italiaanse staatsbedrijf dat belast is met het beheer van nucleaire activiteiten in Italië, met inbegrip van ontmanteling van voormalige kerncentrales van het land. 
Het werd opgericht op 1 november 1999 in Rome, maar bestond daarvoor als onderdeel van Enel. Na oprichting nam het van Enel het eigenaarschap over van de vier gesloten kerncentrales Caorso, Enrico Fermi, Garigliano en Latina.
De onvoltooide kerncentrale Montalto di Castro was daar niet bij. 
Het bedrijf doet ook onderzoek en geeft advies en ondersteuning op het gebied van kernenergie, energie en milieu, zowel in Italië als in het buitenland.
Zo is dit bedrijf is betrokken bij projecten in diverse buitenlandse kerncentrales.